# Artabotrys tomentosus
Artabotrys tomentosus är en kirimojaväxtart som beskrevs av Nurainas. Artabotrys tomentosus ingår i släktet Artabotrys och familjen kirimojaväxter. Inga underarter finns listade i Catalogue of Life.